# In extremis
L'espressione latina in extremis significa "in punto di morte".
La formula è usata ad esempio nel diritto canonico ed è relativa ad atti cui viene attribuita una speciale validità in relazione all'incombente avverarsi di un decesso, come nel caso di alcuni sacramenti, tra cui il matrimonio (da cui le espressioni "sposarsi in extremis", "matrimonio in extremis"). Nel canone 1116 del Codice di diritto canonico per il matrimonio contratto in extremis si usa anche l'espressione in periculo mortis, che sostituisce la precedente in articulo mortis.
L'espressione "testamento in extremis" ha analogo significato.
È in senso figurato che l'espressione viene usata con il significato di "all'ultimo momento" o di "poco prima della scadenza dei termini", come in "La conferenza stampa è stata rinviata in extremis" o in "Approvato in extremis un emendamento".